# Monacyt
Monacyt – minerał, mieszana sól kwasu fosforowego, ceru i kilku lantanowców. Należy do minerałów rzadkich.
Nazwa pochodzi od gr. monazeis = jedyny lub monaxo = być samotnym; nawiązując do rzadkości występowania.

## Właściwości
- Wzór chemiczny: (Ce, La, Nd, Th, Y, Pr)[PO4] – fosforan ceru, lantanu, neodymu, toru, itru i prazeodymu. Zawartość toru w monacycie sięga do 33% (cheralit), a uranu do 6%.
  - Zwykle zawiera:
    - 21-32% Ce2O3
    - 28-35% (La, Nd)2O3 oraz
    - 6-11% ThO2
    - drobne ilości – Ca, Mg, Mn, Fe, Zr, Be, Sn, Pb

Występuje w postaci drobnych ziarn (wrostków w innych minerałach), skupień ziarnistych oraz luźnych ziarn (w aluwiach). Często wykazuje znaczne zawartości innych pierwiastków. Niekiedy tworzy bardzo duże (do 40 kg) i doskonale wykształcone kryształy o pokroju tabliczkowym-spłaszczonym, słupkowym lub klinowatym. Może zawierać uran oraz wszystkie pierwiastki ziem rzadkich; jego częstym składnikiem bywa wapń.
Bywa silnie promieniotwórczy, tym bardziej im większa zawartość uranu lub toru. Jest kruchy, przezroczysty, jest izostrukturalny z krokoitem.

## Występowanie
Najczęściej występuje w skałach magmowych, przede wszystkim kwaśnych, głównie pegmatytach. Duże, narosłe kryształy bywają spotykane w druzach i szczelinach skalnych. W postaci drobnych wrostków powszechnie występuje w granitoidach, sjenitach i granodiorytach. Rzadziej w skałach metamorficznych (stanowi ich główny składnik zawierający tor). Gromadzi się również w piaskach monacytowych z powodu odporności na wietrzenie. Współwystępuje zazwyczaj z kwarcem, muskowitem, albitem, kasyterytem, rutylem, cyrkonem, klinochlorem, mikroklinem i anatazem.
Miejsca występowania:
- Na świecie: Madagaskar – Antisirabe, Ampangabe, Rosja – Ural, Tasmania – Mount Bishoff. Eksploatowany z piasków monacytowych w Brazylii – Minas Gerais, Indiach – Travancore i Madras, Ameryce Północnej – Wirginia, Karolina Północna, Kolorado.

- W Polsce: obecność stwierdzono w pegmatytach w rejonie Szklarskiej Poręby.

## Zastosowanie
Stanowi ważne źródło uzyskiwania ceru i innych pierwiastków ziem rzadkich oraz toru. Ma znaczenie naukowe i kolekcjonerskie. Duże ważące nawet kilka kilogramów kryształy spotykane są w pegmatytach granitowych. Pięknie wykształcone okazy znajdowane są na Madagaskarze, USA i w Norwegii.